# Теодор (антипапа)
Теодор (лат. Theodore), возможно — Теодор II. Годы жизни неизвестны. Антипапа Римской Католической Церкви. Иногда его статус антипапы оспаривается, так как он даже не проходил посвящения.
В 687 году Теодор дважды выдвигал свою кандидатуру на место папы, после смерти Иоанна V и Конона, но, так и не получив поддержки большинства, отказывался от борьбы. В первый раз добровольно уступил папский трон в пользу Конона, во второй — Сергия I.